# Hippothoe (Tochter des Mestor)
Hippothoë (altgriechisch Ἱπποθόη Hippothóē, von ἵππος híppos, deutsch ‚Pferd‘ und θοός thoós, deutsch ‚schnell‘) ist in der griechischen Mythologie eine Tochter des Perseussohnes Mestor, König von Mykene, und der Lysidike, der Tochter des eleischen Königs Pelops.
Hippothoë, selbst über ihren Großvater Perseus von Zeus abstammend, wurde von dessen Bruder Poseidon, der sich in sie verliebt hatte, auf eine Insel der Echinaden entführt und vergewaltigt. Sie bekam daraufhin Taphios, den Vater des Pterelaos und Begründer der Stadt Taphos, wohl auf der heutigen Insel Meganisi gelegen.
Anderen Überlieferungstraditionen folgend, war Pterelaos der Sohn der Hippothoë und dieser wiederum der Vater des Taphios oder Taphos, oder Pterelaos war ihr Gemahl.